# Paralimnophila (Papuaphila) contingens
Paralimnophila (Papuaphila) contingens is een tweevleugelige uit de familie steltmuggen (Limoniidae). De soort komt voor in het Australaziatisch gebied.